# 에반게리온 (가공의 병기)
에반게리온(Evangelion, エヴァンゲリオン)은 신세기 에반게리온 시리즈에 등장하는 가상의 인간형 병기이다. 정식 명칭은 범용 인형 결전 병기 인조 인간 에반게리온(汎用人型決戦兵器人造人間エヴァンゲリオン 한요 히토가타 겟센헤이키 진조닌겐 에반게리온[*])이며, 이 병기가 등장하는 애니메이션 작품들을 두루 일컫기도 하는 에바(エヴァ), EVA 등의 명칭은 이 병기를 가리킬 때도 사용된다.

## 개요
사도라 부르는 수수께끼의 생명체에 대항하여 이를 섬멸하는 것을 목적으로 하여 E 계획에 의해 만들어진 대사도 범용 인형 병기이다. 로봇이 아닌 인조 인간으로 불리고 있으며, 실제는 아담 또는 릴리스라 불리는 "생명의 기원"을 인류가 복제하여 만든 인조생명체들이다. 에바 시리즈중 유일하게 초호기만이 릴리스를 복제하여 만들어졌으며 다른 에바 시리즈는 전부 아담의 복제품이다. 그리고 A.T.필드로 보호막을 치는 사도에 대항할 수 있는 인류의 유일한 대항 수단이다. 에반게리온의 이름은, 그리스어로 '복음'을 의미하는 '유앙겔리온(그리스어: ευαγγελιον)'을 라틴 문자로 표기한 'Evangelion'에서 유래한다. 또한 에반게리온의 애칭인 '에바'(Eva)는 창세기에 등장하는 최초의 여성인 '이브'(Eve)의 독일식 발음이기도 하다.
E 계획의 프로토 타입으로 에바 영호기(零号機)가 처음으로 건조되었다. 그 다음으로 에바 초호기(初号機)가 건조되었는데 로쿠분기 겐도(이카리 겐도)의 아내인 이카리 유이가 싱크로 테스트 중 실험사고로 인해 초호기 안으로 흡수되었다. 그 다음으로 에바 이호기(弐号機) 프로덕션 모델(PRODUCTION MODEL)이 독일에서 비밀리에 건조되었다. 프로토 타입(PROTO TYPE)인 에바 영호기와 테스트 타입(TEST TYPE)인 에바 초호기에 비해 실전용으로 만들어졌다. 근데 오히려 초호기보다도 약하다. 에바 3호기는 미국에서 건조되었는데 일본의 마쓰시로로 운송되는 중 사도에게 감염되어 제13 사도 발디엘로 변한다. 그밖의 4호기는 S2기관을 장비하고 기동실험도중  미국의 네르프 제2지부와 함께 소멸  5 ~ 13호기는 제17 사도 타브리스(나기사 카오루)를 원형으로 하는 더미 플러그와 전원 공급 없이도 반영구적인 기동이 가능한 신형 S2기관을 장착한 이유로 동시에 8기의 양산형을 격파하지 않는 한 절대 기동을 정지하지 않는다.
작품에서의 에바는 TV 시리즈에서 일본에서 건조된 영호기, 초호기 이호기와, 일본 이외의 지역 (G9)인 나라에서 Eva-05 MassProduction Model로 1기씩 건조된 4호기~13호기가 등장한다. 각 에바의 명칭의 표기에 관하여, 일본 현지에서는 일본에서 건조된 영호기부터 이호기 까지는 한자 표기로(零号機,初号機,弐号機), 그 이후의 에바는 '3号機, 4号機,...,13号機' 식으로 숫자로 표기한다는 설정이 존재하며, 이 설정은 각본 및 애니메이션, 만화판 및 슈퍼로봇대전 등의 게임에서도 일관되게 적용되고 있다. 단, 만화판 '신세기 에반게리온 강철의 걸프렌드 2nd', 게임 '신세기 에반게리온2' 을 비롯하여 일부 게임 및 반다이에서 제작된 프라모델에서는 3호기를 '参号機'로 표기하고 있는 경우도 있다.
한편, 2007년에 제작되기 시작한 신극장판에서는 일부 에바의 설정이 TV판과 다르게 변경되어 있다. (신극장판 문서 참조)

## 특징
- 인간이 애정을 품을 때 사용한다고 하는 A10 신경을 통한 신경 접속에 의한 조종 시스템을 채용하고 있으며, 기동 상황은 기체와 파일럿 간의 '싱크로율'에 크게 좌우된다. 또한 화기 및 조종간이 제공되며, 직접 조종간을 조종하는 '인덕션 모드'를 통해 제어된다.
- '엔트리 플러그'라 불리는 원통형의 콕피트 용기를, 후두부에서 척추로 삽입하는 방식으로 파일럿의 탑승이 이루어진다. 파일럿은 엔트리 플러그 안에 있는 콕피트 장치에 탑승하며, 플러그 내부는 LCL이라 불리는 액체로 채워져, 파일럿은 LCL을 폐에 들이켜 직접 혈액으로 산소를 공급받게 된다.( '엔트리 플러그'의 위치는 뒷목, 충수부분으로, 프랑스 철학자 데카르트에 의하면 의식과 신체가 만나는 '송과선'의 위치이다.)
- 파일럿이 탑승을 할 때는 반드시, 인터페이스 헤드셋을 머리에 쓰게 된다. 이것만으로도 에바의 조종이 가능하나, 여기에 보조적으로 '플러그 슈츠'를 착용한다. 알몸 상태에서 플러그 슈츠를 착용한 후에 손목 부분에 있는 스위치를 누르면 파일럿의 신체에 딱 맞도록 조절되며, 싱크로의 보조, 생명유지, 구급 등의 시스템이 내장되어 있다.
- 에반게리온은 기본적으로, 등 부분에 접속되는 '엄빌리컬 케이블'('탯줄'을 의미하는 'Umbilical cord'에서 유래)을 통해 전력을 공급받아 움직인다. 또한 예비적으로 내부 전원을 보유하고 있으며, 엄빌리컬 케이블이 절단되거나 빠지는 경우에 자동으로 내부 전원으로 바뀐다. 내부 전원의 활용 한계 시간은 5분이나, 이는 에바의 폭주시의 안전 장치의 의미이다. (실제로 영호기의 기동 실험 중 폭주하였을 때는, 내부 전원은 십수 초 정도의 활동분밖에 충전되어 있지 않았으며, 영호기는 외부 전원 분리 후 내부 전원을 전부 소모되어 정지하였다.) 어깨 부분에 외장형의 대형 배터리를 사용하게 되면, 30분 정도의 기동이 가능하다.
  - 그러나 초호기의 경우, S2 기관을 얻게 된 이후, 반영구적으로 움직일 수 있게 되었다.
- 사도와 마찬가지로 A.T. 필드를 전개하는 것이 가능하다. A.T. 필드는 방어막의 일종으로, 빛이나 전자기파 마저 차단시킬 수 있는 능력이 있다. A.T. 필드와 A.T 필드가 서로를 중화시킨다는 성질을 통해, 사도에 대항하는 것이 가능하게 되었다.
- 활동시에는 전신이 장갑을 둘러싸고 있으며, 이로 인해 로봇과 흡사한 외양을 하고 있으나, 이 장갑은 에바의 폭주에 의한 사고를 방지하기 위한 구속구의 역할도 한다. (초호기의 경우)
- 에바는 긴급상황시(사도에게 부서질 위기에 처한 경우), 또는 초호기의 경우 조종사의 의지에 의해 강제로 폭주하는데, 초호기 이외의 기체들은 전부 폭주가 불가능하거나 폭주를 하더라도 몇십 초 밖에 가지 않는다. 초호기가 전력이 없어도 폭주할 수 있는 이유는 릴리스의 복제인 점과 이카리 신지의 어머니인 이카리 유이의 혼과 육체가 전부 흡수되었기 때문이다. (엔드 오브 에바에서는 2호기가 약 10초동안 폭주하는 모습이 나온다.)

## 파일럿“에반게리온이 그렇게 히트한 것은 이상한 현상이다. 거기 등장하는 인물들은 모두 정신병자들인데!”—안노 히데아키[2]
- 에바의 탑승자는, 원칙으로서 '모친이 없는 (모친의 혼이 EVA의 코어가 되어 있는) 14세의 아이' 중에서 선발된다.
- 에바는 각각 고유의 펄스 패턴이 있어, 파일럿도 이와 유사한 패턴의 소유자여야만 하며, 기동 확률은 0.000000001 퍼센트이다.《신세기 에반게리온》의 등장인물들은 힘든 대인관계, ‘자신 안의 악마’, 과거의 트라우마에 시달리고 있기 때문에 매우 복잡한 관계를 형성하고 있다.

감독 안노는 주인공 이카리 신지에 대해 “인간과의 접촉을 피하는” 아이이며 “자신이 필요없는 인간이라고 확신하고 있고, 그렇기 때문에 자살조차 하지 못한다”고 말했다. 또한 신지뿐 아니라 카츠라기 미사토 역시 “상처받는 것을 극도로 두려워하고 있는” 그리고 “긍정적인 태도가 결여되어 있기 때문에 사람들이 모험물의 주인공이라고 부르는 것에는 걸맞지 않다.”고 묘사했다. 전형적인 주인공 캐릭터들과 비교했을 때, 신지는 활기와 감정이 결여되어 있으며 영웅주의나 용감성 같은 것은 전혀 존재하지 않는다. 또다른 주인공 소류 아스카 랑그레이와 아야나미 레이 역시 유사한 정신적 결함을 가지고 있으며 타인과의 관계 형성에 어려움을 겪는다.

### 에바 칠드런
칠드런(チルドレン)이란 에반게리온 기체에 탑승하는 파일럿을 가리키는 말이다. 이 용어는 ‘어린이’를 의미하는 영어 차일드(child)의 복수형인데, 일본어 원작에서는 파일럿 개인도 각각 칠드런이라고 부르기 때문에 일종의 고유명사로 이해해야 한다. 애니메이션에서 ‘칠드런’을 한자로 적격자(適格者)라고 하기도 한다.
이카리 신지(碇 シンジ)
이카리 신지는 어렸을 적에 어머니가 죽고 아버지에게 버려져 ‘선생님’에게 길러질 때부터 자기 자신을 외부 세계에서 격리하기 시작했다. 14살의 신지는 소심하고 내성적이며 혼자 있는 것을 좋아한다. 자신감이 사실상 없다고 할 수 있으며, 남들과의 관계에서도 어려움을 겪는다.
서드 칠드런인 신지는 에반게리온 초호기의 파일럿이다. 초호기 내부에 신지의 어머니 이카리 유이의 영혼이 들어 있기에, 초호기를 조종할 수 있는 것은 신지뿐이다. 처음에는 자신도 알지 못하지만, 신지는 산산조각난 관계인 아버지에게서 인정과 사랑을 받기 위해 노력하고 있다. 사도와의 싸움이 계속되면서 신지는 조금씩 자신감을 찾아가지만, 이야기 후반부의 불가항력적인 여러 충격 앞에 사태는 파국으로 달려간다.
성씨인 ‘이카리’는 닻이라는 뜻이지만, 음독하면 ‘분노’ 또는 ‘증오’를 의미하기도 한다. 이름 ‘신지’는 제작사 가이낙스의 설립자 중 한명인 히구치 신지의 이름을 따 왔다.
소류 아스카 랑그레이(惣流 アスカ ラングレー)
소류 아스카 랑그레이는 독일계 미국인 아버지와 일본-독일 혼혈인 어머니 사이에서 태어났다. 어머니 소류 체펠린 쿄코는 독일의 네르프 제3지부에서 근무 중 싱크로 실패 사고로 심신을 상실하여 자기 딸 아스카를 알아보지 못하게 되었고, 인형을 자기 딸로 인식하고 끌어안고 지냈다. 어머니에게 에바 칠드런이 된 것을 알려 주려 병원으로 뛰어온 아스카는 목매달고 자살한 어머니를 발견하고, 그 이후 눈물을 흘리지 않을 것, 나약함을 드러내지 않을 것을 맹세하며, 이것은 언제나 다른 사람들에게 자신을 과시해야 하고 자신이 최고가 되어야 한다는 강박관념이 된다. 신지와 신지의 두 친구 토우지·켄스케는 곧잘 아스카의 놀림감이 되곤 한다. 아스카의 지적 능력은 또래 아이들의 평균적인 지적 능력을 상회하고 있으며, 14세 나이에 이미 대학 학사학위가 있다.
성씨인 ‘소류 랑그레이’는 일본 항공모함 소류와 미국 항공모함 USS 랭글리에서 유래한 것이며, 미국 중앙정보국 본부가 소재한 미국의 도시 역시 랭글리이다. 이름 ‘아스카’는 고대 일본의 도읍지의 이름이기도 한데, 와다 신지의 만화 《초소녀 아스카》의 주인공 ‘사키 아스카’에게서 이름을 따 온 것이다.
아야나미 레이(綾波 レイ)
퍼스트 칠드런이자 에반게리온 영호기 파일럿인 아야나미 레이는 모든 신상 정보가 말소되어 있다. 그녀는 게히른 연구소에서 신지의 어머니 이카리 유이의 신체구성과 제2사도 릴리스의 영혼으로 만들어낸 복제인간이다. 극중에서 레이는 제3신동경시에서 떨어진 퇴락한 구역의 음산하고 음울한 아파트에서 혼자 살고 있다.
레이는 신지만큼이나 폐쇄적인 생활을 하고 있다. 감정을 드러내는 일이 거의 없고, 의사표현은 석화된 것 같다. 그녀의 대사는 마치 로봇과 같은 짧고 간결한 모노톤으로만 이루어져 있다. 레이의 태도가 그렇지 않은 대상은 신지의 아버지 겐도 뿐이다.
레이의 육체는 교환할 수 있으며, “영혼”을 주입하면 대체할 수 있는 복제인간들이 대량으로 준비되어 있다. 레이 본인 역시 그 사실을 알고 있다. 첫 번째 레이는 4세 때 리츠코의 어머니인 아카기 나오코 박사에게 목이 졸려 죽었고, 작품 초중반부에서 활약한 두 번째 레이는 에바 영호기와 함께 자폭하여 사망했다.
이름 ‘레이’가 한자가 아닌 가나로만 표기되기 때문에, 여러 가지 해석이 가능하다. ‘레이’로 읽히는 일본어 단어는 영혼(霊), 인사(礼), 명령(令), 차가움(冷), 숫자 0(零)이 있다. 안노에 의하면 레이라는 이름은 《세일러문》의 등장인물 히노 레이(세일러 마스)에게서 따온 것이라고 밝혔다. 이것은 《세일러문》에 스탭으로 참가했던 이쿠하라 쿠니히코를 꾀어오기 위한 미끼였는데, 이쿠하라는 에바 프로젝트에 참여하지 않았기 때문에 헛발질이 되고 말았다. 성씨 ‘아야나미’는 일본 제국 해군 구축함 아야나미에서 유래했다.
아야나미 레이와 같은, 주위 환경에서 격리되어 있고 감정이 거의 존재하지 않는 유형의 캐릭터는 《에반게리온》 이전에는 어떠한 작품에도 존재하지 않았기에, 이것은 완전히 새로운 창조라고 할 수 있다. 《에반게리온》 방영 이후의, 아야나미 레이와 유사한 외모(연한 푸른색 머리카락과 붉은 눈동자)를 한, 내성적이고 접근하기 어려우며 미스터리한 성격을 가진 캐릭터로는 《기동전함 나데시코》의 호시노 루리, 《가사라키》의 미하루, 《청의 6호》의 뮤티오 등이 있다. 패트릭 드라젠(Patrick Drazen)은 아야나미 레이 이후 출현한 이런 캐릭터들을 가리켜 ‘감정없는 부랑자’(impassive waifs)라고 지칭하였다.

### 그 외 주조연
카츠라기 미사토(葛城 ミサト)
카츠라기 미사토는 2000년 당시 남극 탐사를 지휘한 생물학자 카츠라기 박사의 딸로 1986년에 태어났다. 14세의 미사토는 남극 탐사에 동행하였고, 아버지가 그녀를 구조 캡슐에 넣어둔 덕분에 세컨드 임팩트의 유일한 생존자로 살아남았다. 미사토는 처음에 가족을 저버리고 일에만 몰두하는 아버지를 증오했으나, 아버지가 자신을 살리기 위해 희생한 이후, 지금은 아버지를 증오하는지 사랑하는지 알 수 없게 되었다. 세컨드 임팩트의 충격으로 미사토는 외부 세계와 단절되고 정신증 증세를 보였다가, 어른이 되어서야 마음을 열게 된다. 학창시절에는 카지와 격렬한 관계였지만, 그가 아버지를 떠올리게 한다는 것을 깨닫고는 결별했다.
아버지를 죽인 사도에 대한 증오가 그녀를 이끌어 왔고, 미사토는 네르프 작전부장이 되어 칠드런과 에바의 직접적 운용을 담당하게 되었다. 하지만 네르프와 제레의 진정한 목적은 모르고 있다. 미사토는 여가시간에 대량의 맥주를 퍼마시며, 집은 정리하지 않아 난장판이다. 하지만 직업에 대해서는 불같은 열의와 최대한의 전문성을 발휘한다. 업무 외 시간에는 몸을 가린 듯 만 듯한 핫팬츠를 입고 지내는데, 신지의 친구들을 이것을 보고 좋아하지만 신지 본인은 부담스러워하며, 칠칠맞은 미사토의 성격을 난감하게 여긴다.
신지와 아스카의 보호자가 되어 두 아이와 동거하고 있는데, 정신적으로 불안정한 세 사람의 동거는 서로간의 갈등을 불러일으키기도 한다. 또한 펜펜(Pen²)이라는 온천펭귄을 애완동물로 기르고 있다.
성씨 ‘카츠라기’는 일본 항공모함 카츠라기에서, 이름은 나리타 미나코의 만화 주인공 ‘이즈미 미사토’에서 따온 것이다.
미사토의 캐릭터 디자인은 《세일러문》 주인공 츠키노 우사기와 유사하다. 이는 작품의 감독인 안노 히데야키가 《세일러문》의 팬이며, 미사토를 츠키노 우사기가 크면 어떤 사람이될지 상상하고 만든 캐릭터이기 때문이라고 한다. 두 캐릭터의 성우(미츠이시 코토노)역시 동일하다.
이카리 겐도(碇 ゲンドウ)
서드 칠드런 이카리 신지의 아버지이자 특무기관 네르프 총사령관인 겐도는, 신지의 어머니 이카리 유이와 결혼하기 전에 성씨가 ‘로쿠분기’였다. 아내의 죽음 이후, 아들을 포함한 대부분의 사람들과 관계를 끊고 감정을 숨기고 살고 있다. 그의 모든 결정과 판단은 작전의 효율성을 최우선으로 하며 인명도 경시한다. 그는 제레 위원회의 명령에 따라 행동하지만, 행동이 거듭될수록 겐도와 위원회 사이의 입장 차이는 점점 벌어지게 된다.
이카리 겐도는 지나치게 가혹한 캐릭터라고 여겨져 일본 현지에서 인기가 좋지 않다. 조감독 츠루마키 카즈야는 현대 일본의 아버지들이 너무 ‘여성적’(„verweichlicht”)이며, 때문에 겐도를 강력한 아버지상으로 묘사했다고 말했다. 겐도의 결혼하기 전 성씨는 육분의라는 뜻이다.
아카기 리츠코(赤城 リツコ)
네르프의 수석 과학자.
카지 료지(加持 リョウジ)
네르프 특수감사부 소속의 인물.

## 무장

### 근접 병기
프로그레시브 나이프
스매쉬 호크
소닉 글레이브
전기톱(초호기 F형 장비)
롱기누스의 창(딱 한번 썼다)
카시우스의 창

### 실탄 병기
권총
팔렛 라이플
스나이퍼 라이플
네일건(2호기 전용)
미니건
포르티튜드 크로스보우(2호기 전용)

### 폭발 병기
RPG 런처
N2 수류탄
N2 미사일

### 하이테크 병기
포지트론 스나이퍼 라이플
포지트론 라이플

### 그 외
방패

## 에바의 종류

### 에바 0호기
- 이름 : 에바 0호기(零号機 제로고키[*]), EVA-00
- 종류 : 프로토 타입(PROTO TYPE)
- 파일럿 : 아야나미 레이
- 파일럿 코드 : 퍼스트 칠드런
- 기체색 : 황색 → 청색
- 눈 : 1개
- 코어(영혼) : 작중에서는 언급이 없음.
- 최초 등장 화수 : 제5화

네르프가 처음 제작에 성공한 기체이다. 네르프 지하에 있는 실패작들이 여러 개의 눈을 가지고 있는 것과 달리 외눈이며, 머리 상부에 두개의 돔 구조물이 있지만 자세한 기능은 명확하지 않다. 실험 목적이 강한 시제기로 기체의 크기도 다른 에바와 비교하면 작은 편이다. 제 5사도와의 전투에 처음으로 실전에 투입되며, 야시마 작전 중 대파되어 이후 리츠코에 의해 개장 작업을 실시, 이호기와 동일한 장갑판과 웨폰락크를 갖추게 되며, 색도 황색에서 청색으로 다시 도색된다. 이후 제 16사도와의 전투 도중 사도에게 융합되어 사도를 섬멸하기 위해 스스로 자폭, 제3 신도쿄 시와 함께 소멸된다.

### 에바 초호기

- 이름 : 에바 초호기(初号機 쇼고키[*]), EVA-01
- 종류 : 테스트 타입(TEST TYPE)
- 파일럿 : 이카리 신지, 아야나미 레이(14화 이전), 아야나미 레이 더미 플러그
- 파일럿 코드 : 서드 칠드런, 퍼스트 칠드런 (상동)
- 기체색 : 보라색+초록색
- 눈 : 2개
- 코어(영혼) : 이카리 유이(영혼뿐만 아니라 신체도 코어가 되었음), S2 기관(19화 이후)
- 최초 등장 화수 : 제1화

릴리스를 토대로 제작된 에바 시리즈의 실험기. 활동 제한 시간이 다 되어 파일럿의 생사에 문제가 생기면 갑자기 코어가 반응하여 재기동, 파일럿의 의사와 상관없이 폭주한다. 19화에서는 제14 사도 제루엘을 먹어치워 S2 기관을 섭취함으로써 활동의 한계가 사라진다.
첫 기동은 제3 사도와의 전투 때로, 첫 싱크로에서 41.3%라는 놀라운 싱크로율을 보여주었으나 전투 경험이 전무한 신지의 변변치 않은 조종 때문에 왼쪽 손목이 부러지고 오른쪽 눈이 고형 광선의 창에 관통되어 대파당한다. 하지만 기체가 폭주하여 왼쪽 손목을 재생하여 사도의 A.T. 필드를 침식 및 중화하는 압도적 힘을 과시해 사도를 섬멸한다. 그 후 제4 사도와의 전투에서는 첫 에바 전용 화기를 사용하여 효과를 입증했고, 활동 한계까지 접근전으로 나서서 겨우 섬멸한다. 제5 사도는 영호기와 함께 초장거리 사격으로 섬멸했고, 제7사도는 2호기와 함께 움직여 섬멸한다. 제12 사도와의 전투에서는, 적의 본체인 그림자에 가라앉아 신지의 생명 유지에 적신호가 오자 두 번째 폭주를 일으켜 상공에 떠 있던 사도의 그림자를 찢고 귀환한다. 제13 사도와의 전투에서는, 파일럿이 있다는 이유로 전투를 거부한 신지에게 화가 난 겐도가 더미 플러그를 사용, 적을 끔찍하게 해체한다. 이후 신지는 초호기에 탑승하는 것을 거부하고 제14 사도와의 전투에서는 레이가 대신 탑승했지만, 이전에는 초호기와의 싱크로가 가능했던 레이나 더미 플러그도 두번 다시 통하지 않게 된다. 결국 이호기와 영호기의 대파를 목격한 신지는 다시 초호기에 탑승해 적을 몰아붙이지만 전원이 끊어져 역공격을 받는다. 그 후 신지의 외침에 반응한 초호기가 재기동하여 폭주한다. 폭주한 초호기는 싱크로율 400%를 넘어 적을 파괴한다. (제14사도에서 흡수한 것이 아니라 릴리스의 분신이기에 처음부터 초호기는 S2기관을 가지고 있다. 이는 안노 감독의 속임수다.) 그 때문에 제16 사도와의 전투 때까지 사용이 동결된다. 제17 사도와의 전투에서는, 카오루가 조종하는 이호기와 전투를 벌인 끝에 격퇴하고 카오루의 소원에 따라 그를 죽인다.
극장판 제25화 《Air》에서는 베이클라이트(합성 수지의 일종)가 주입되어 조종석으로의 출구가 구속되는 바람에 탑승할 수 없게 되면서 아스카를 구해주지 못했지만, 이호기가 양산기에 의해 갈가리 찢겨 먹히고 있을 때 무인인 채로 기동하여 베이클라이트를 파괴하고 신지를 탑승시킨 후 탈출한다. 극장판 제26화 《진심을 너에게》에서는, 양산형 에바에게 뜯어먹힌 이호기를 보고 신지가 충격을 받자 폭주하여 달에 꽂혀 있던 롱기누스의 창을 소환한다. 그 상황을 제레가 이용하여 서드 임팩트가 일어나지만 신지는 결국 이를 거부하고 초호기는 동화된 릴리스로부터 분리된다. 분리된 초호기는 지구를 감쌀 정도의 12장의 날개를 펼쳐 양산기의 롱기누스의 창을 모두 파괴한다. 신지를 지구에 보낸 후 롱기누스의 창과 함께 우주를 떠돈다.

### 에바 2호기
- 이름 : 에바 2호기(弐号機 니고키[*]), EVA-02
- 종류 : 프로덕션 모델(PRODUCTION MODEL)

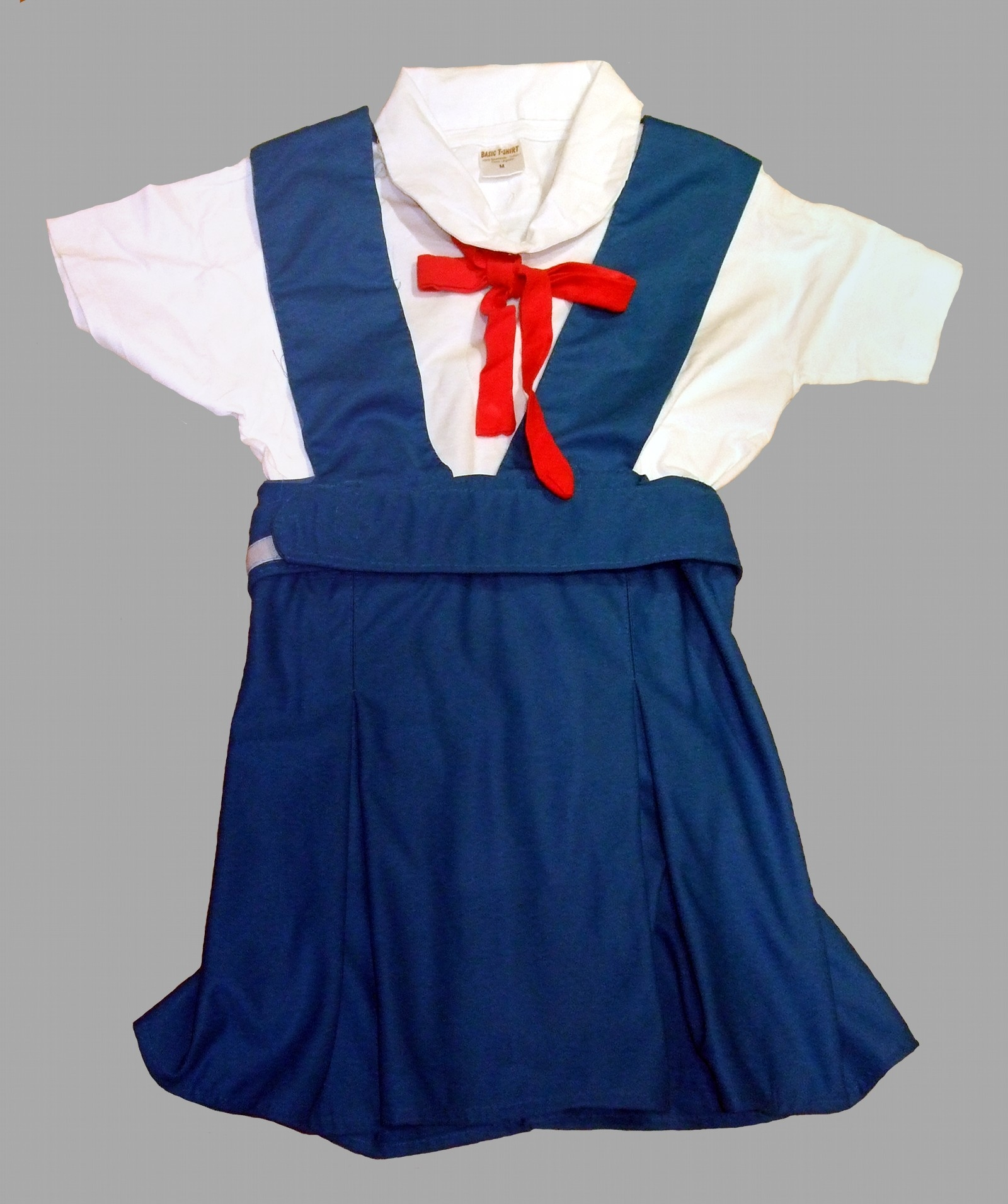
작중 아스카와 레이가 착용하는 제3신동경시 제일중학교 여학생 교복.

- 파일럿 : 소류 아스카 랑그레이, 나기사 카오루 (TV 시리즈 제24화), 마키나미 마리 일러스트리어스 (에반게리온 : 파)
- 파일럿 코드 : 세컨드 칠드런, 피프스 칠드런(마리포함)
- 기체색: 붉은색
- 눈 : 4개
- 코어(영혼): 소류 쿄코 제펠린 (유이와는 달리 영혼만이 코어가 되었으므로 아스카를 위해 폭주하지는 않음)
- 최초 등장 화수 : 제8화

에반게리온의 제품화를 전제로 해서 개발된 최초의 양산기. 나중에 S2 기관이 탑재된 양산형 에반게리온이 등장하면서 구식 병기가 되지만, 아스카의 말을 빌리자면, 진짜 에반게리온이라고 불리는 기체이다. 네르프 독일 제3 지부에서 제작되어 일본으로 이송되던 도중에 제6 사도의 공격을 받아 기동하여 적을 섬멸한다. 그 후 영호기, 초호기와 함께 사도 소탕 작전에 임하고 있었지만, 제13 사도와 제14 사도한테 연달아 패배한다. 계속된 연패와 자신을 쓰러뜨린 상대를 초호기가 모두 이기자, 아스카는 자존심에 상처를 받아 싱크로율이 떨어지기 시작하고 이로 인해 아스카의 몸과 마음이 병들게 된다. 제15 사도와의 전투에서 아스카가 정신 공격을 받자 더욱 싱크로율이 저하되고 병든 몸과 마음은 더욱 상해버려 제16 사도와의 전투에서는 기동조차 못하게 된다. 그 후, 영혼까지 메말라 폐인이 된 아스카를 대신해 파일럿이 된 제17 사도 카오루의 힘에 의해 무인 상태로 기동, 센트럴 도그마로 침입하지만 쫓아 온 초호기와 전투가 벌어져, 초호기에 의해 활동을 정지당한다.
극장판 25화에서는 아스카 보호를 위해 엔트리 플러그에 실어 지하 공간내의 지저 호저에 배치된다. 그곳에 전략 자위대가 폭뢰 공격을 하자 죽음의 공포를 맛본 아스카가 삶에 대해 집착하여 소생하게 된다. 2호기 내의 아스카의 엄마의 영혼이 호응하여, 엄마의 존재를 느낀 아스카는 부활해 주변의 전략 자위대를 괴멸시켰지만 하필이면 그 와중에 언비리컬 케이블이 끊어지면서 가동시간이 3분밖에 남지 않은 상황에서 양산형 에바 시리즈 9기가 등장한다. 이후 9기를 모두 제압하나 뒤에서 날아든 복제 롱기누스의 창에 머리가 꿰뚫린 채 정지하고, 이후 재가동한 양산형 에바들에게 뜯어먹힌다. 그 뒤 고통과 분노로 미쳐버린 아스카가 2호기를 폭주시키나 얼마 못 가 나머지 8개의 복제 롱기누스의 창에 몸체 곳곳이 꿰뚫리고, 이후 전신이 갈가리 찢겨 먹히는 최후를 맞이한다.

### 에바 3호기(발디엘)
- 이름 : 에바 3호기(参号機), EVA-03
- 종류 : 프로덕션 모델(PRODUCTION MODEL)
- 파일럿 : 스즈하라 토우지 , 시키나미 아스카 랑그레이 (에반게리온 신극장판 : 파)
- 파일럿 코드 : 포스 칠드런
- 기체색 : 감색
- 눈 : 2개
- 코어(영혼) : 불명
- 첫등장화수 : 제18화

기본적으로 이호기와 같은 개념에 기초해 건조되었지만 독자적인 두부구조 등 기체 디자인을 훨씬 쇄신시킨 것이다. 초호기와 매우 비슷한 외관을 가지고 있다. 테스트 도중 제13 사도에게 감염되어 파일럿이 타고 있는 엔트리 플러그가 사도의 코어가 되어 버린다. 3호기를 막기 위해 초호기가 출동하지만 신지는 기체 안에 파일럿이 탑승했다는 이유로 대항을 거부한다. 전투를 거부하는 신지를 대신하여 겐도는 더미 플러그로 접속하여 초호기를 조종하고 초호기는 잔인하게 3호기를 파괴한다. 3호기 안에는 신지의 반 친구인 스즈하라 토우지가 탑승하고 있었다는 것이 밝혀진다. 신극장판에서는 토우지 대신 아스카가 탑승하는 것으로 설정이 바뀌었다.

### 에바 4호기
- 이름 : 에바 4호기(肆号機), EVA-04
- 종류 : 프로덕션 모델(PRODUCTION MODEL)
- 파일럿 : 불명
- 파일럿 코드 : 불명
- 기체색 : 은색
- 눈 : 2개
- 코어(영혼) : 불명
- 첫등장화수 : 제17화 (이름만 등장)

네르프 미국 제2지부에서 제작되던 도중에 S2 기관이 폭발하여 주위 연구소 등과 함께 섬멸된다. 애니메이션 내에서는 등장하지 않았으나, 나중에 설정집에서의 그림 콘티가 발표되었다.

### 양산형 5호기~13호기
- 이름 : 양산형5호기~13호기(伍-十参号機), EVA-05~13
- 종류 : 양산형(MASS PRODUCTION MODEL)
- 파일럿 : 나기사 카오루 더미 플러그
- 파일럿 코드 : 더미 시스템
- 기체색: 흰색
- 눈 : 없음
- 코어(영혼) : S2 기관
- 최초 등장 화수 : 제25화

에바 시리즈의 최신 모델이자 유일한 양산형. 카오루의 패턴을 사용한 더미 플러그에 의해 가동되며 한대만을 놓고 보았을 때는 그리 강한 편이 아니나 여러 대가 뭉쳐있을 때는 무시무시한 힘을 발휘한다. 사도나 에바 초호기와 마찬가지로 S2 기관을 탑재했으며 날개까지 달려 있어 비행이 가능하다. 휴대 무기는 양날의 검으로, 롱기누스의 창(카피)으로 변형할 수도 있다. 여러 가지 신비스러운 부분이 많은 에바로 뱀장어같이 생긴 머리 부분이 특징이다. 또한 엔트리 플러그 삽입구나 전체적인 디자인이 다른 에바와 다른 설정으로 되어 있다. 재기동이나 포식 등 초호기의 폭주 상태와 매우 유사하게 움직인다. 극장판에서는 이호기의 공격으로 격파되었으나 코어가 파괴되지 않았기 때문에 재생하여, 이호기를 뜯어먹는다. 정지시키기 위해서는 9기 모두의 코어를 파괴하여야 한다. 외형으로 구별하기가 어렵지만, 각본이나 그림 콘티에서는 9체의 양산기는 각각 다른 기체 번호로써 구별되어 있다. 5호기와 6호기는 독일, 8호기는 중국에서 제작되었다. 바요네타에 등장하는 최하급 천사 아피니티, 대천사 아플라우드와 상당히 비슷한 느낌을 주며, 실제로도 아피니티, 아플라우드의 자료가 되었다.

## 신극장판에서 추가된 에바 시리즈

### 가설 5호기
- 이름 : 가설 5호기(試驗用 伍号機), EVA-05
- 종류 : 프로비저널 모델(PROVISIONAL MODEL)
- 파일럿 : 마키나미 마리 일러스트리어스
- 파일럿 코드 : 포스 칠드런
- 기체색: 녹색
- 눈 : 1개(라이트바 형태)
- 코어(영혼) : 불명
- 최초 등장 화수 : 신극장판: 파

네르프 유럽 지부에서 시험용으로 제작된 에바 시리즈. 다른 시리즈와는 달리 코드로 파일럿의 플러그 슈트와 연결되어 있으며, 이를 통해 싱크로를 한다. 머리에 솟아난 드릴 모양의 뿔에 하반신의 다리가 4개인 켄타우로스의 형태를 하고 있으며, 각 다리에는 바퀴가 있어, 이것을 이용하여 이동한다. 기체의 무게가 매우 무거워 기동성이 떨어지는 편. 네르프 유럽 지부에서 잡아 두었던 제 3사도가 탈출하자, 마리의 조종으로 사도를 격파, 파일럿의 탈출과 동시에 자폭 시스템이 발동되어 사도와 함께 소멸되었다. 바요네타 2에 등장하는 켄타우로스형 천사 엑셉턴스와 대천사 에콜레이드와 비슷한 느낌을 준다.

### 에반게리온 마크 6
- 이름 : 마크 6, MARK-06
- 종류 : 프로덕션 모델(PRODUCTION MODEL)
- 파일럿 : 나기사 카오루
- 파일럿 코드 : 피브스 칠드런
- 기체색: 청색
- 눈 : 2개
- 코어(영혼) : S2 기관(추측)
- 최초 등장 화수 : 신극장판: 파

초호기와 매우 비슷한 외관을 갖고 있다. 기체색을 제외하면 이마의 뿔까지 초호기와 거의 같은 모습이다. 우주에서 제레에 의해 비밀리에 건조되었으며, 그 과정은 겐도조차도 알지 못했다. 신극장판 '파'에서 우주에서 나타나 각성한 초호기에 창을 던져 초호기를 봉인시키며, 'Q'의 예고편에서는 터미널 도그마로 잠입하는 모습이 나온다. 최초 등장할 때 엄빌리컬 케이블 없이 나타난 것으로 보아 S2 기관을 탑재한 것으로 추측된다.
(에반게리온:||에선 양산기와 색상만 다를 뿐 모습이 똑같다.) 무기는 카시우스의 창이고 초호기와 거의 똑같은 능력을 구사한다.(눈에서 레이저를 쏜다거나 팔을 AT필드로 변환시킨다거나)

### 에반게리온 8호기
- 이름 : 에반게리온 8호기, EVA-6
- 종류 : ?
- 파일럿 : 마키나미 마리 일러스트리어스
- 파일럿 코드 : ?
- 기체색 : 분홍색
- 눈 : 8개
- 코어(영혼) : S2기관(추측)
- 최초등장화수 : 신극장판 : Q

신극장판 Q에서 등장한 마리의 에반게리온.

### 에반게리온 마크 9
- 이름 : 마크 9, MARK-09
- 종류 : ?
- 파일럿 : 아야나미 레이(가칭)
- 파일럿 코드 : 퍼스트 칠드런
- 기체색: 노란색→검은색
- 눈 : 1개
- 코어(영혼) : S2 기관(추측)
- 최초 등장 화수 : 신극장판 : Q

신극장판 "Q"에서 등장한 기체. 언뜻보면 영호기와 비슷하다.(신지도 착각했다.) 분더에 침입해서 이카리 신지를 네르프로 데려가고, 후에 제 13호기가 의사신화를 할 때 쯤에 분더에 침식하나 목이 잘리고 기체 색이 검은색으로 변하며 2호기와 교전하다 아스카가 2호기를 자폭시켜 파괴된다. 후에 새로운 얼굴이 생기나, 8호기에게 뜯어먹혀 출연 종료.

### 에반게리온 제13호기
- 이름 : 에반게리온 마크13, EVA-13
- 종류 : ?
- 파일럿 : 나기사 카오루, 이카리 신지 이카리 겐도(카오루와 합승)
- 파일럿 코드 : 서드 칠드런, 피브스 칠드런
- 기체색 : 보라색
- 눈 : 4개
- 코어(영혼) : S2기관(추측)
- 최초등장화수 : 신극장판: Q

신지와 카오루가 사용하는 최초의 2인승 에바. 초호기의 외관에, 뭔가 더 섞은 것 같다. 신극장판에서는 롱기누스의 창과, 카시우스의 창을 찾으려 했으나, 롱기누스의 창만 2개 있자, 그것으로 의사신화 모드를 뛰어넘고, 포스 임팩트를 일으키나, 카오루가 죽고 난 후 기동을 멈춘다.